# Симон IV де Монфор
Симон IV де Монфор (фр. Simon IV de Montfort, між 1164 та 1175 — 25 червня 1218) — франко-англійський феодал, 5-й граф Лестера, один з провідників Альбігойського хрестового походу.

## Життєпис

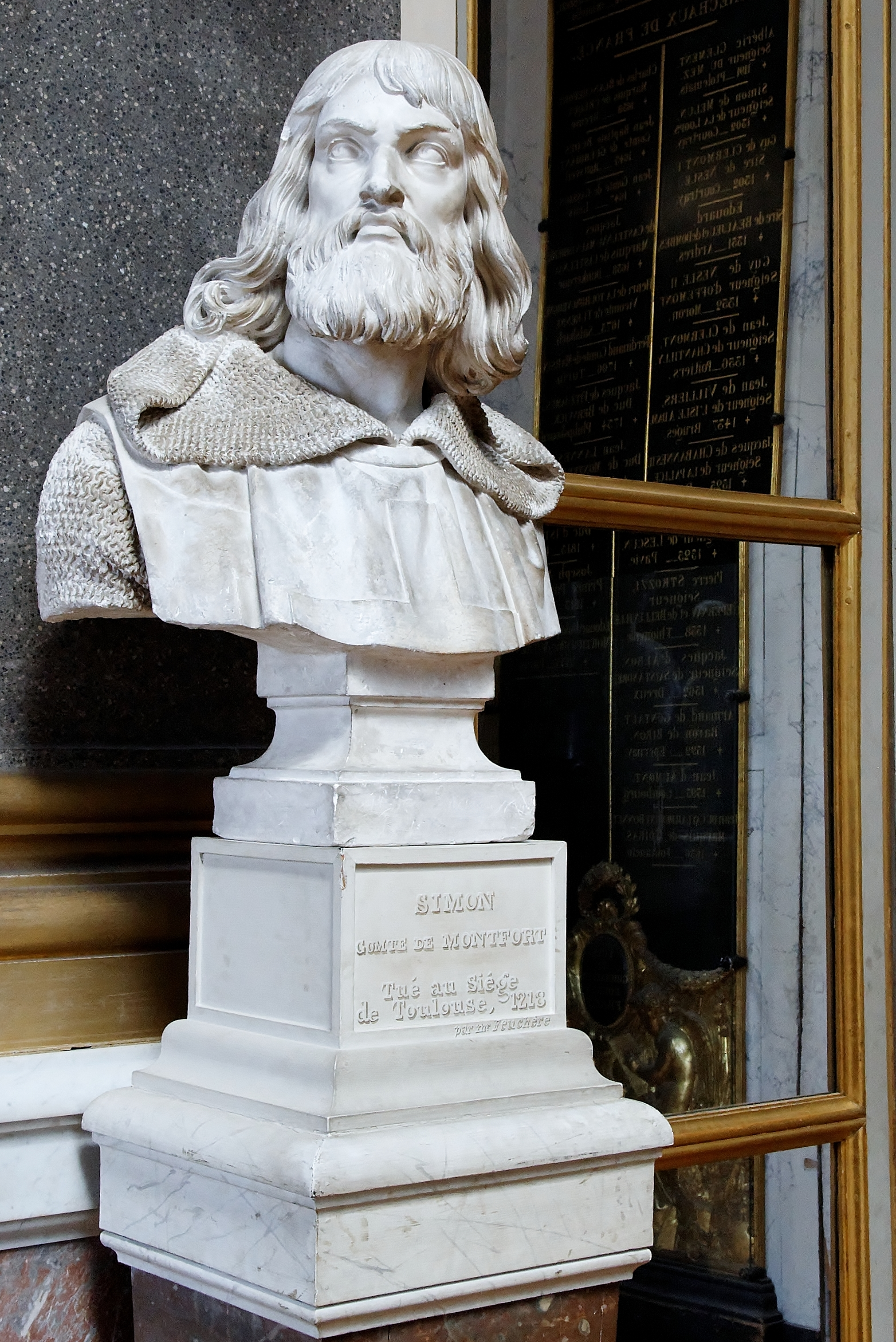
Симон IV де Монфор. Робота Жана-Жака Феше. Galerie des batailles, Версаль.

Походив із невеличкого лицарського роду на півночі Франції. Син Симона де Монфора, сеньйора Монфор-л'Аморі, та Аміши де Бомон (спадкоємиці графа Лестера). У 1188 році втратив батька. Він не брав участі у англо-французьких війнах цього часу, сподіваючись не втратити можливість успадкувати графство Лестер.
У 1190 році одружився з Алісою де Монморансі. У 1199 році перебрався до двору Теобальда III, графа Шампанського. У 1200 році приєднався до учасників Четвертого хрестового походу. Втім після смерті у 1201 році графа Шампанського підготовка до походу призупинилася. Лише після надання фінансової допомоги з боку Венеції, хрестоносці у 1202 році провдовжили похід. Проте Монфор брав участь в захопленні адріатичного міста Зара (сучасне м. Задар). Тоді ж вирушив до Імре I, короля Угорщини, а звідти 1203 року до Акри в Палестині. У 1204 році здійснив похід до Тиверіади. Але того ж року повернувся до Франції й відразу включився в боротьбу за лестерську спадщину (його дядько, Робер де Бомон, граф Лестер, помер у 1204 році). У 1206 році успадкував титул лорда-стюарта Англії.
У 1207 році успадкував графство Лестер в Англії. У 1209 році був учасником походу проти альбігойців. Підійшов із загоном до загального збору біля м. Ліон. Того ж року брав участь у захопленні та пограбувані м. Безьє. Того ж року Монфора оголошено виконтом Безьє та Каркассона. Більша частина хрестоносців повернулася у свої володіння. Монфор вимушений був самостійно боротися проти катарів (інша назва альбігойців) в Лангедоку. Під час війни проти альбігойців уславився неймовірною жорстокістю.
У 1210 році почалося повстання проти французів, в результаті якого у Симона де Монфора з 200 замків залишилося 8. Раймунд VI Тулузький також оголосив війну Монфору. Втратив Лавор та зазнав поразки під Тулузою. Вирішальна битва між лангедокськими феодалами й Педро II, королем Арагону, з одного боку, та хрестоносцями на чолі із Симоном де Монфором відбулася при Мюре 12 вересня 1213 року. У ній Монфор завдав ворогові нищівної поразки.

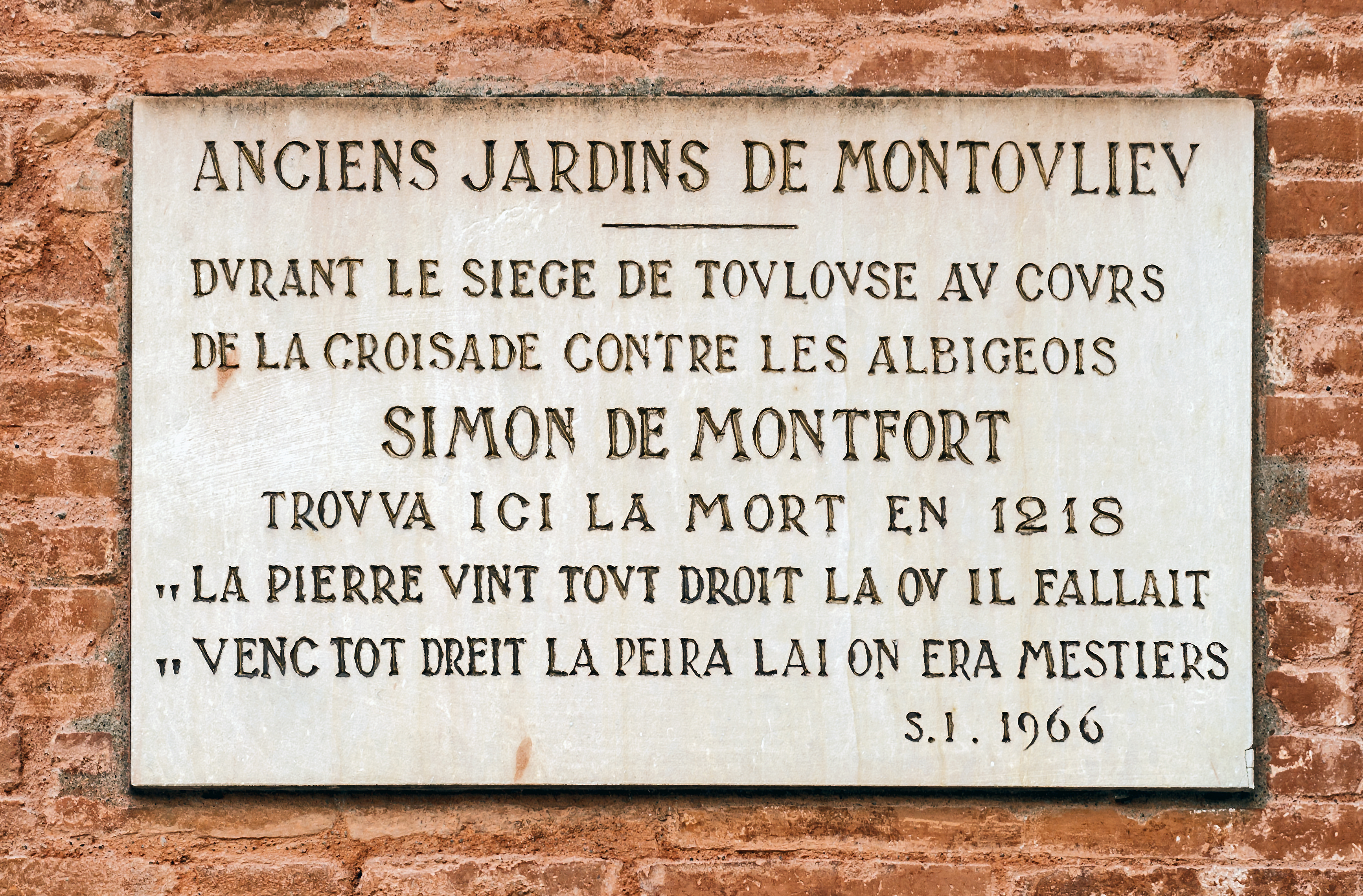
Дошка в пам'ять про смерть Симона де Монфор

У 1215 році за рішенням IV Латеранського собору Монфору відійшла більша частина графства Тулузького. Також Монфор став герцогом Нарбонна, віконтом Безьє й Каркассона. У 1216 році Раймунд VI Тулузький знову почав війну проти Монфора. У відповідь останній взяв в облогу важливу фортецю Бокер, але не зумів її захопити. У 1217 році Раймунд раптовим ударом знищив французьку залогу Тулузи. Внаслідок цього опорою Монфора стала Нарбонна. Поступово він зумів повернути собі значні території. Втім 25 червня 1218 року під час облоги Тулузи Симона де Монфора було вбито каменем.

## Родина
Дружина — Алікс (?-1220/1221), донька Бошада де Монморансі
Діти:
- Аморі (?-1241), граф Монфор
- Гай (?-1220), граф Бігорр
- Симон (1208—1265), граф Лестер
- Аміша (?-1252)
- Робер (?)
- Лаура (?-після 1227), дружина Жерара III де Пікіньї, відама Амьєна
- Петронілла (?), черниця